# Desa Pamulihan (administrativ by i Indonesien, Jawa Tengah, lat -7,04, long 108,93)
Desa Pamulihan är en administrativ by i Indonesien.   Den ligger i provinsen Jawa Tengah, i den västra delen av landet, 250 km öster om huvudstaden Jakarta.